# Un solo verano de felicidad
Un solo verano de felicidad (en sueco: Hon dansade en sommar, lit. 'Ella bailó un verano') es una película sueca de 1951 dirigida por Arne Mattsson, basada en la novela de 1949 Sommardansen («El baile de verano») de Per Olof Ekström. Fue la primera película sueca en ganar el Oso de oro en el Festival Internacional de Cine de Berlín. También fue nominada a la Palma de Oro en el Festival de Cannes de 1952. Hoy en día, la película es conocida principalmente por sus escenas de desnudos, que causaron mucha controversia en ese momento y, junto con Un verano con Mónica (1953) de Ingmar Bergman, difundieron la imagen del «amor libre» sueco en todo el mundo.

## Argumento
La película cuenta la historia de un estudiante universitario, Göran, que pasa un verano en la granja de su tío, donde conoce a la joven Kerstin. Se enamoran instantáneamente, pero Kerstin está gobernada por parientes muy estrictos, por lo que deben ocultar su historia de amor a todos, sobre todo al vicario extremadamente estricto. Viven juntos un intenso romance durante el verano y Göran teme la idea de volver a la universidad en otoño. Un giro del destino cambia sus vidas para siempre.

## Reparto
- Ulla Jacobsson como Kerstin.
- Folke Sundquist como Göran.
- Edvin Adolphson como Anders Persson.
- Irma Christenson como Sigrid.
- John Elfström como el vicario.
- Nils Hallberg como Nisse.
- Gunvor Ponten como Sylvia.
- Berta Hall como Anna.
- Axel Högel como el abuelo de Kerstin.

## Recepción
La película causó mucha controversia internacional, debido a una secuencia de natación al desnudo y una escena de amor que incluía un primer plano de los senos de Ulla Jacobsson, pero también por su mensaje anticlerical al retratar al sacerdote local como el villano principal. Debido ello, a pesar de sus premios, la película fue prohibida en España y en varios otros países, y no se estrenó ampliamente en los Estados Unidos hasta 1955, aunque ya se estaba proyectando en San Francisco en octubre de 1953.